# 永和乡 (茂县)
永和乡，是中华人民共和国四川省阿坝藏族羌族自治州茂县曾经下辖的一个乡。2019年12月，撤销渭门乡、永和乡,设立渭门镇,以原渭门乡和原永和乡所属行政区域为渭门镇的行政区域。

## 行政区划
永和乡撤销前下辖以下地区：
永宁村、腊普村、利里村、道财村和细口村。